# Asientos (gmina)
Asientos – gmina w północno-wschodniej części meksykańskiego stanu Aguascalientes, położona na płaskowyżu, w górach Sierra Madre Wschodnia. Jest jedną z 11 gmin w tym stanie. Siedzibą władz gminy jest miasto Asientos.
Ludność gminy Asientos w 2010 roku liczyła 45 492 mieszkańców, co czyni ją przeciętnej liczebności gminą w stanie Aguascalientes. Największą miejscowością w gminie jest Villa Juárez, a według urzędu statystycznego wszystkich wsi i osad na terenie gminy jest 168.

## Geografia gminy
Powierzchnia gminy wynosi 547,74 km² i zajmuje 9,84% powierzchni stanu. Obszar gminy na północy jest górzysty (około 20%powierzchni), natomiast na pozostałej części jest pofałdowany. Wyniesienie nad poziom morza zawiera się pomiędzy 1800 – 2700 m n.p.m. Na terenie gminy znajdują się dwie okresowe rzeki: Chicalote i Picacho. Klimat według klasyfikacji Köppena jest BSh – ciepły klimat stepowy. Średnia roczna temperatura zawiera się w przedziale 12–18 °C. Opady są nieduże i wynoszą średnio 488 mm rocznie. Przypadają one w 90% na okres lipiec-wrzesień.

## Gospodarka
Gmina ze względu na położenie i słabą infrastrukturę należy do ubogich. Ludność gminy jest zatrudniona według ważności w następujących gałęziach: rolnictwie, hodowli, górnictwie i wydobyciu ropy naftowej, usługach i turystyce. Najczęściej uprawia się kukurydzę i fasolę a ponadto chili, sorgo, winorośl pomidory i cebulę. Z hodowli najpowszechniejsza jest hodowla trzody chlewnej.